# Mochov zastávka
Mochov zastávka je železniční zastávka nacházející se v těsné blízkosti rozvodny Čechy Střed na katastrálním území obce Mochov. Leží na jednokolejné, neelektrifikované železniční trati Čelákovice–Mochov.
Zastávka byla do roku 2021 obsluhována několika páry osobních vlaků společnosti KŽC Doprava (linka S24), na které byly nasazovány motorové vozy řady 810. Všechny spoje zde zastavovaly pouze na znamení. Zastávka je vybavena zděným přístřeškem pro cestující a panelovým nástupištěm.

## Fotogalerie

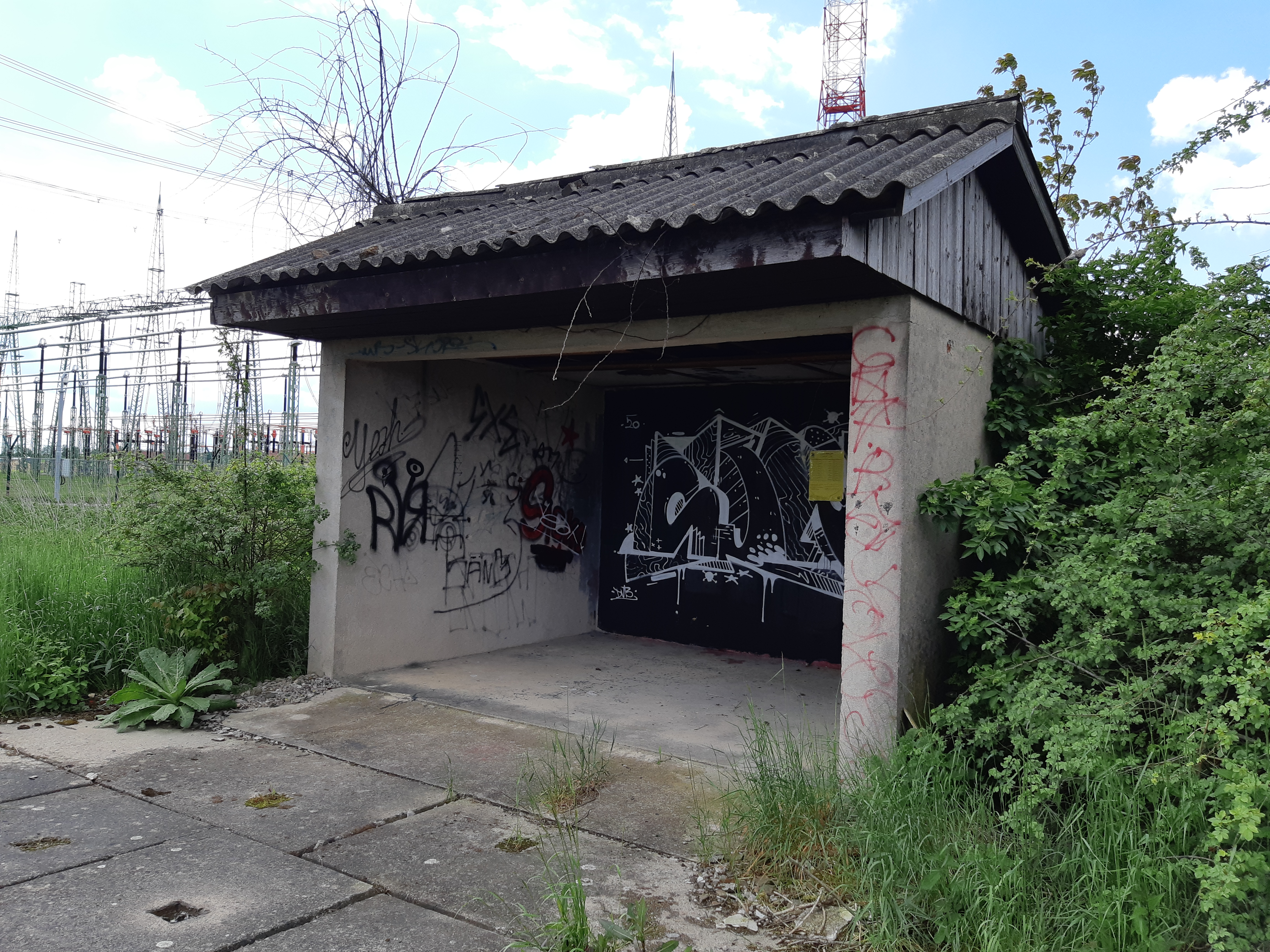
Přístřešek pro cestující
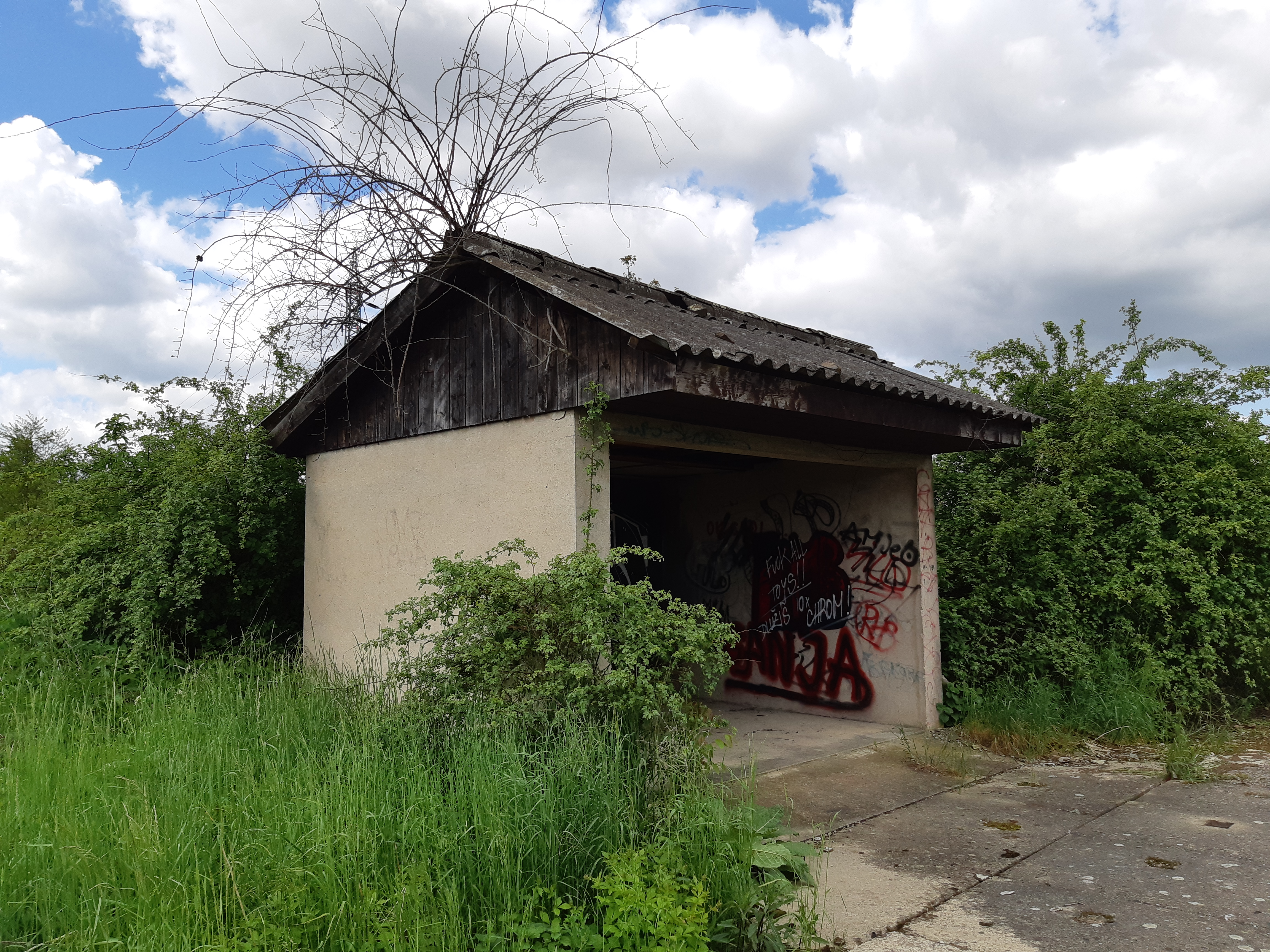
Přístřešek pro cestující
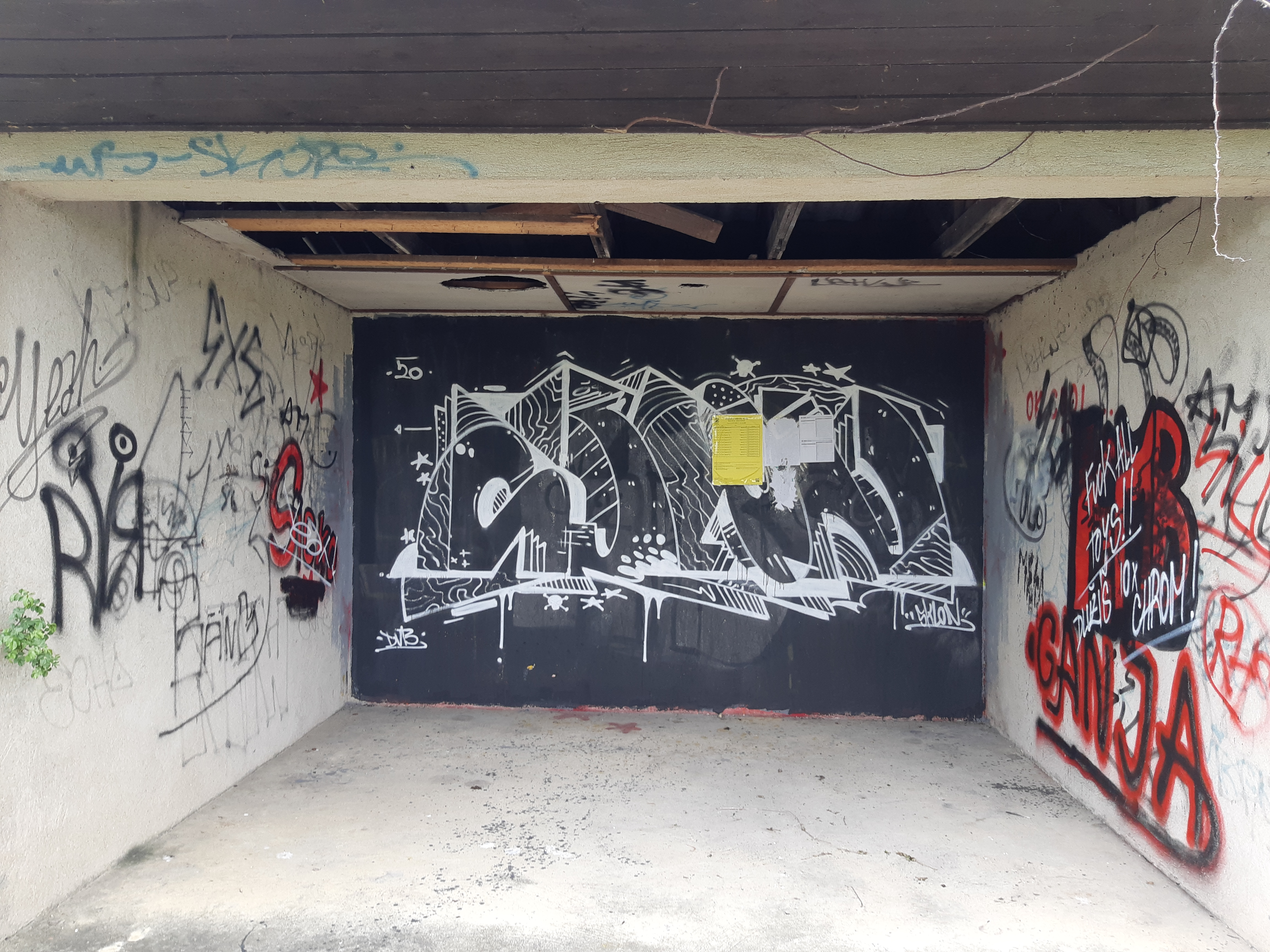
Interiér přístřešku
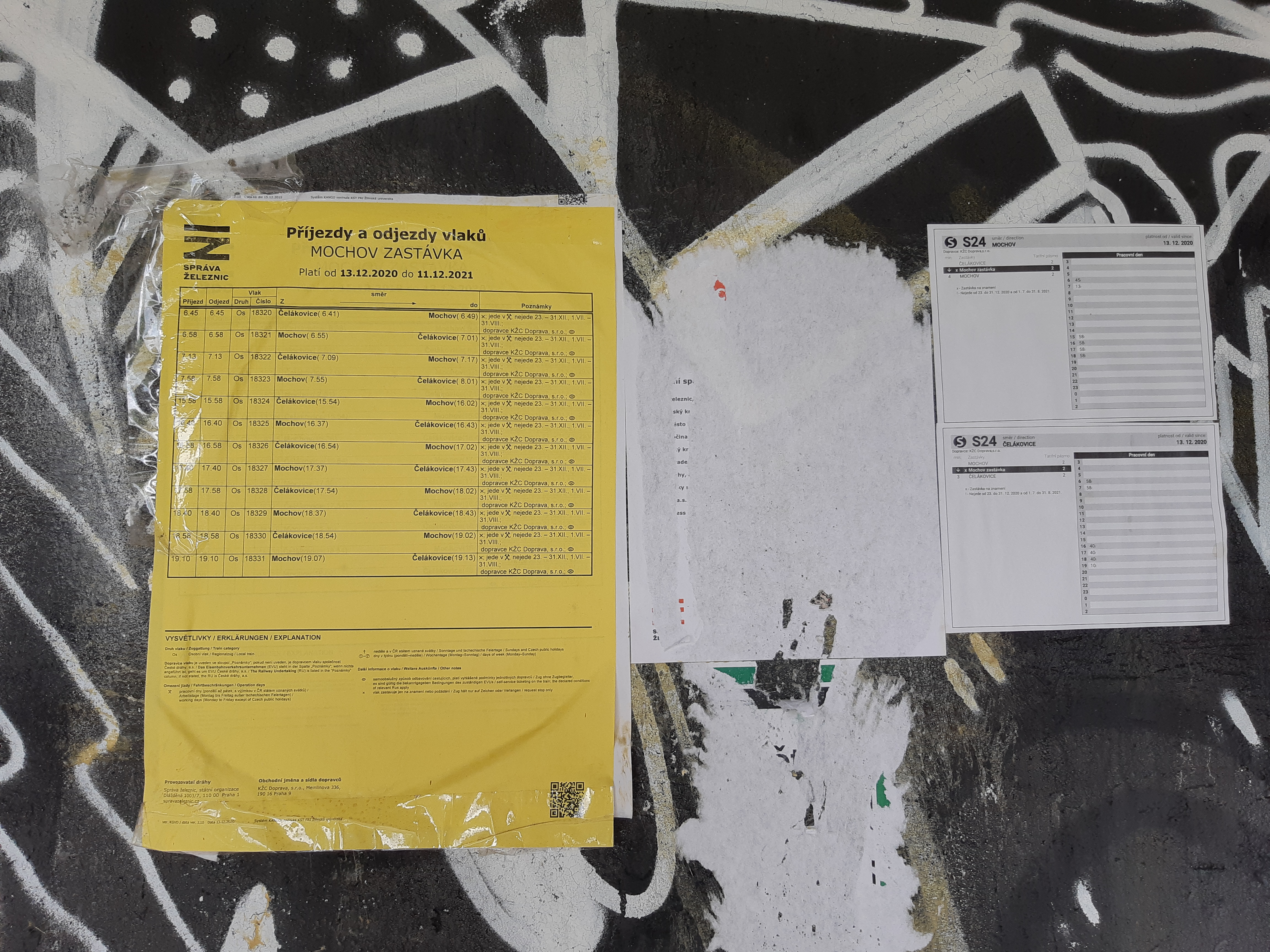
Detail jízdního řádu vylepeného v přístřešku
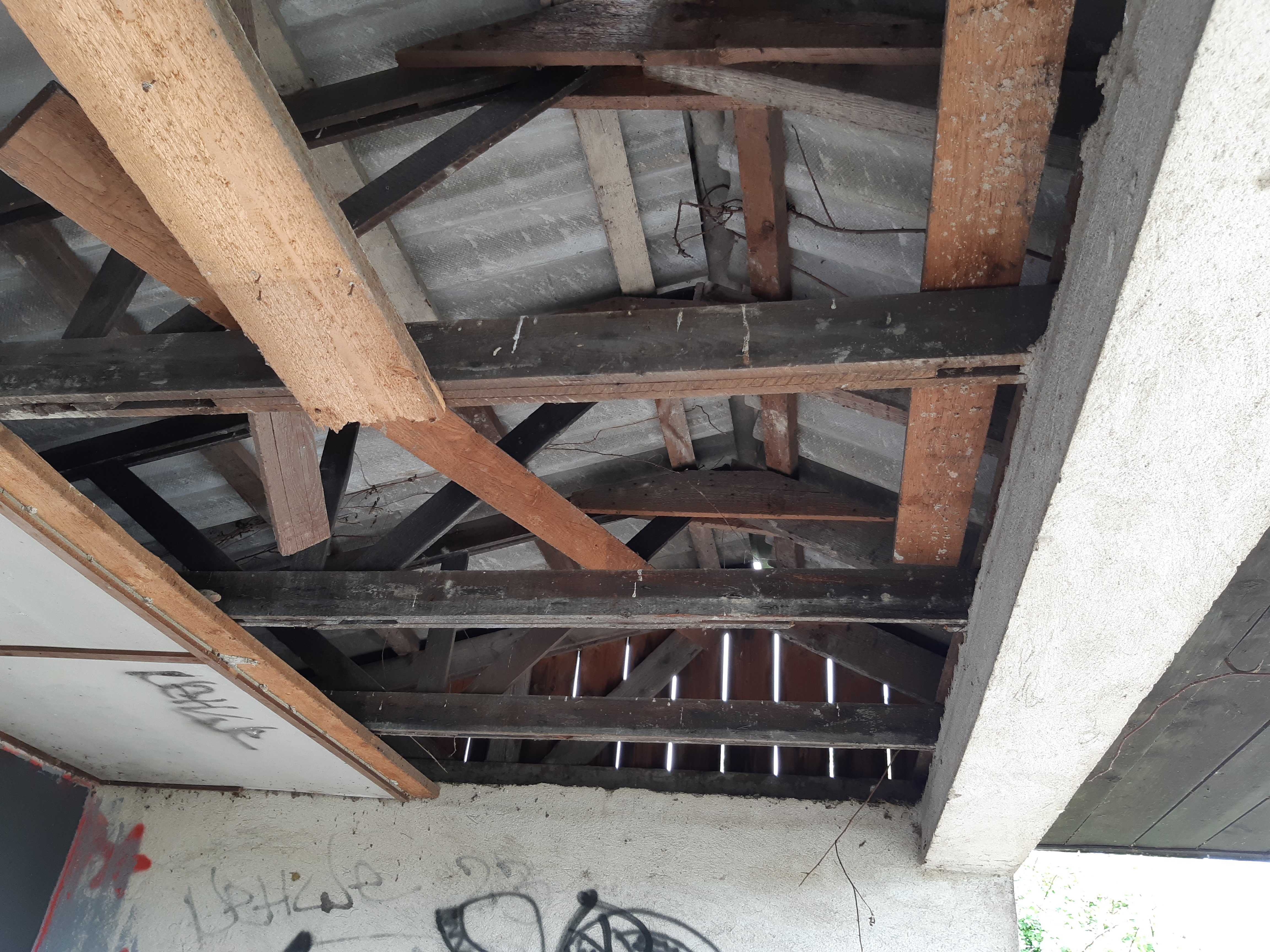
Detail stropu v přístřešku
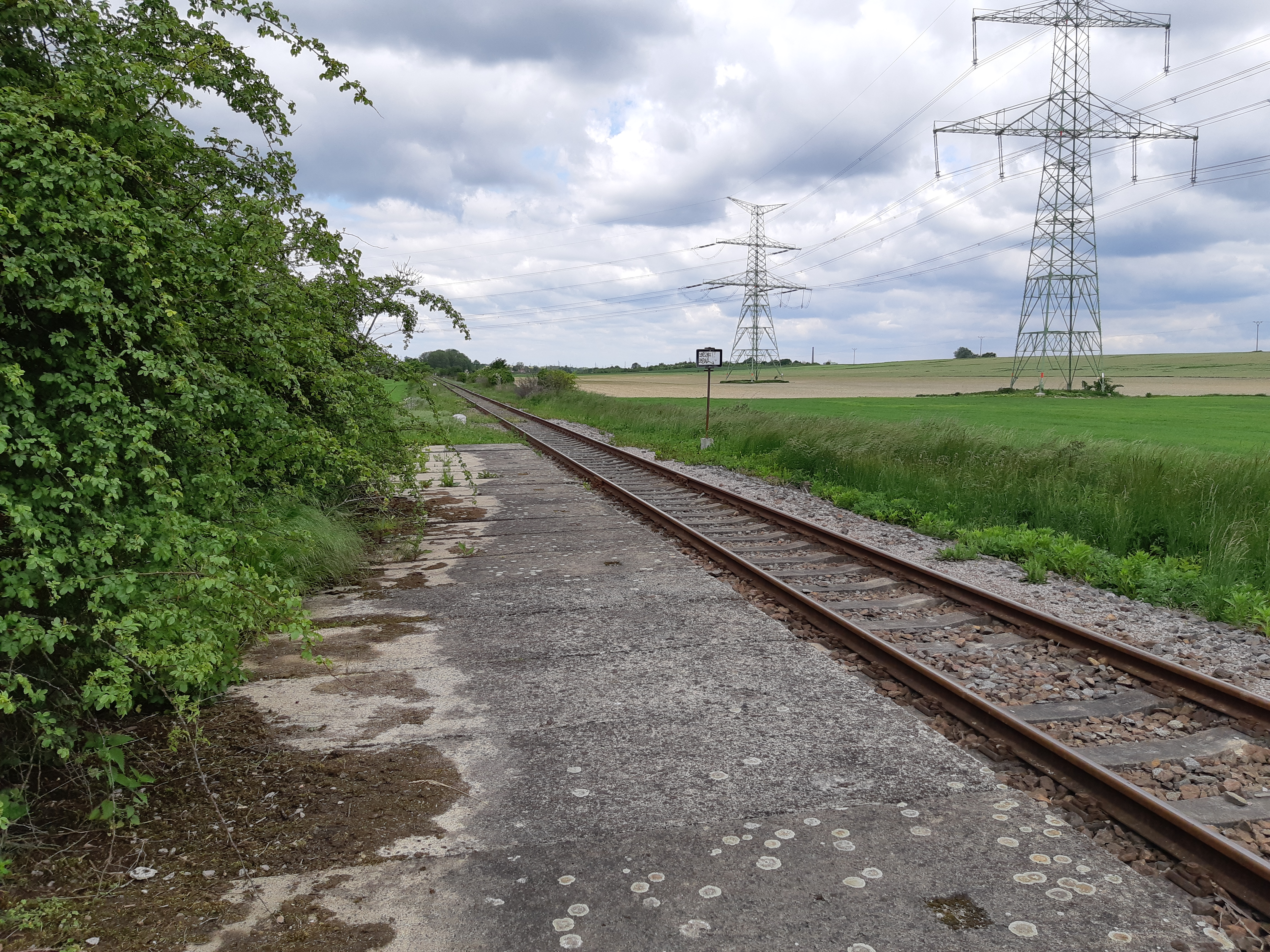
Panelové nástupiště (pohled směr Čelákovice)
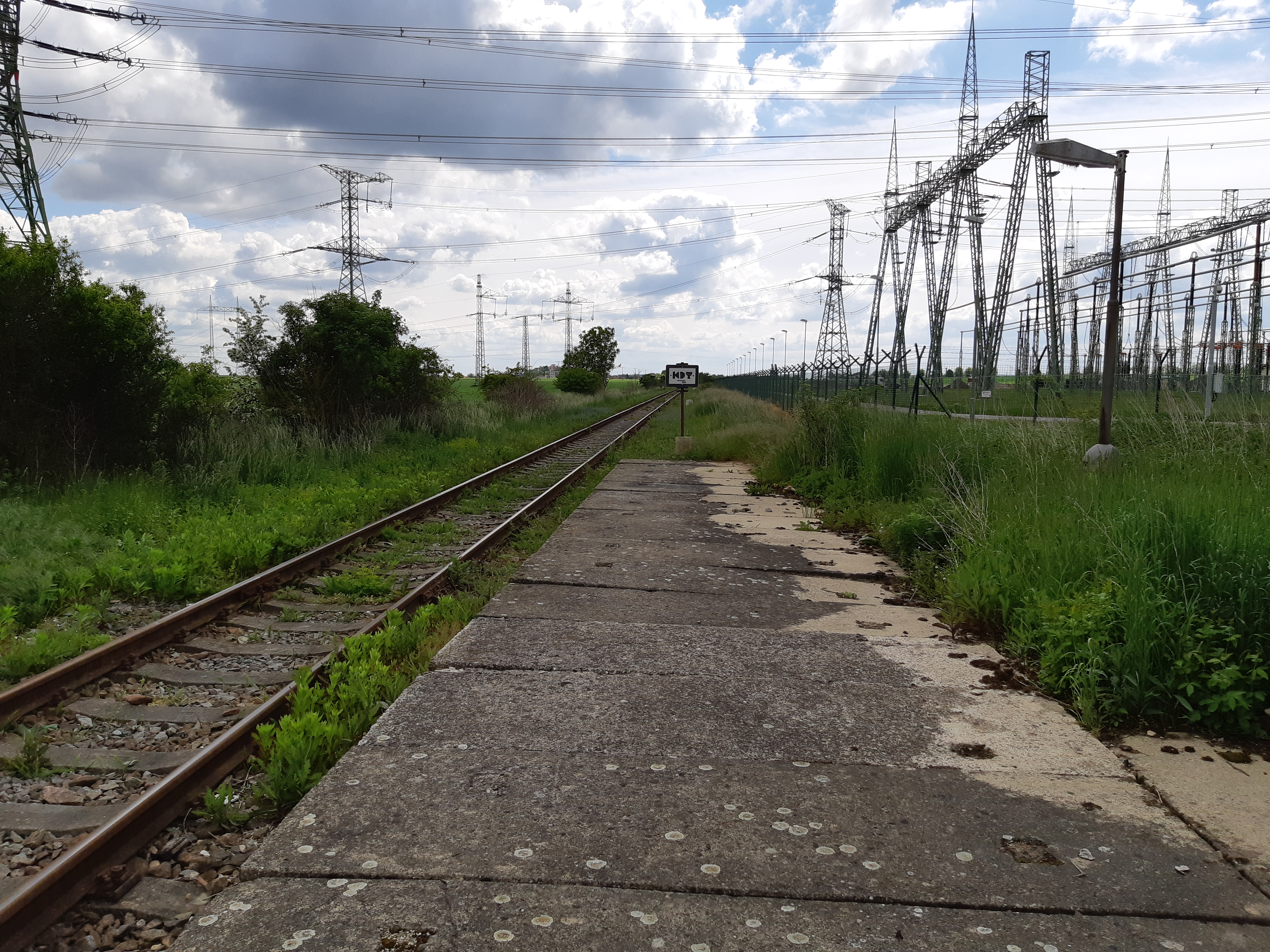
Panelové nástupiště (pohled směr Mochov)
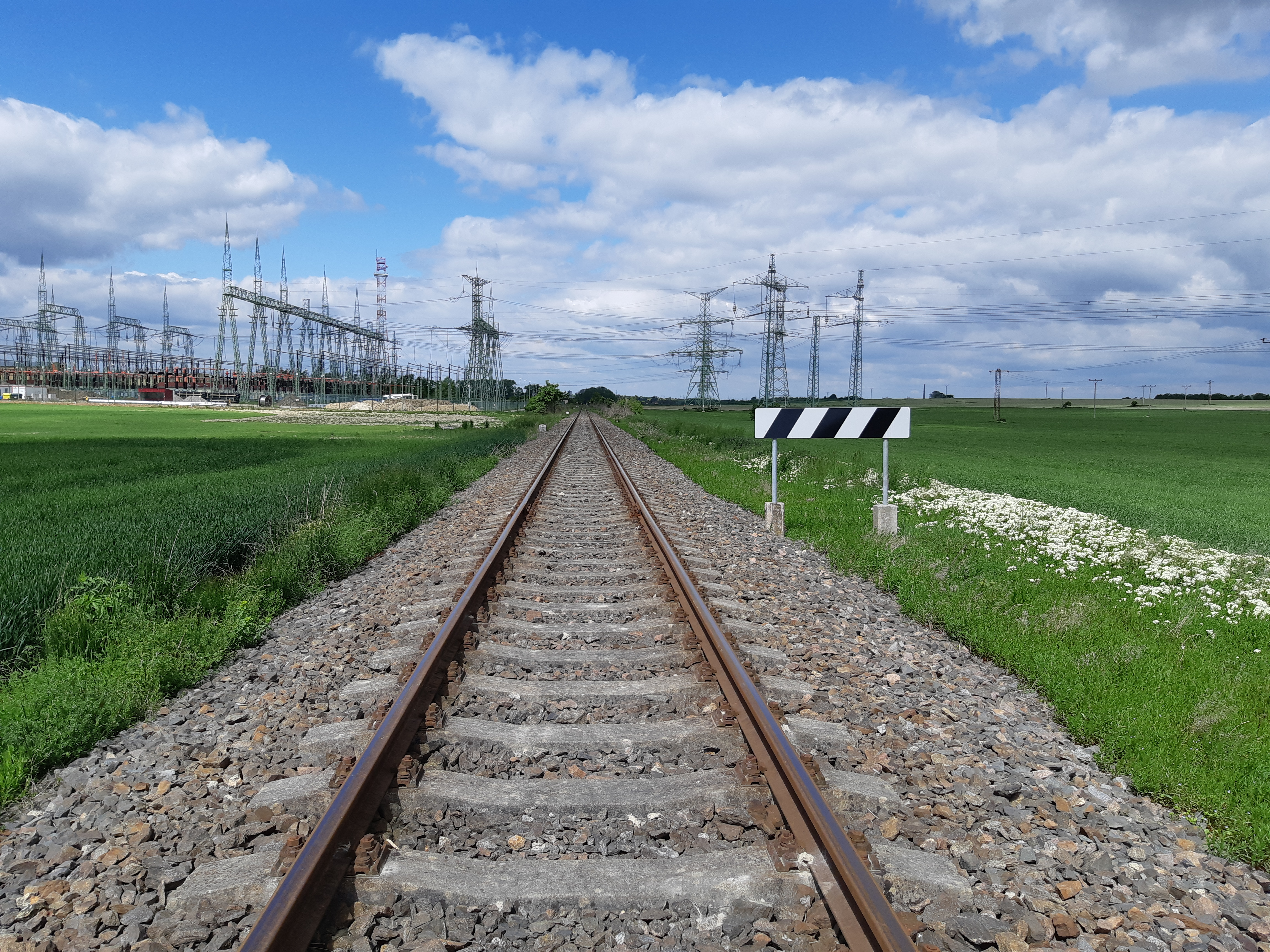
Tabule před zastávkou ve směru od Mochova
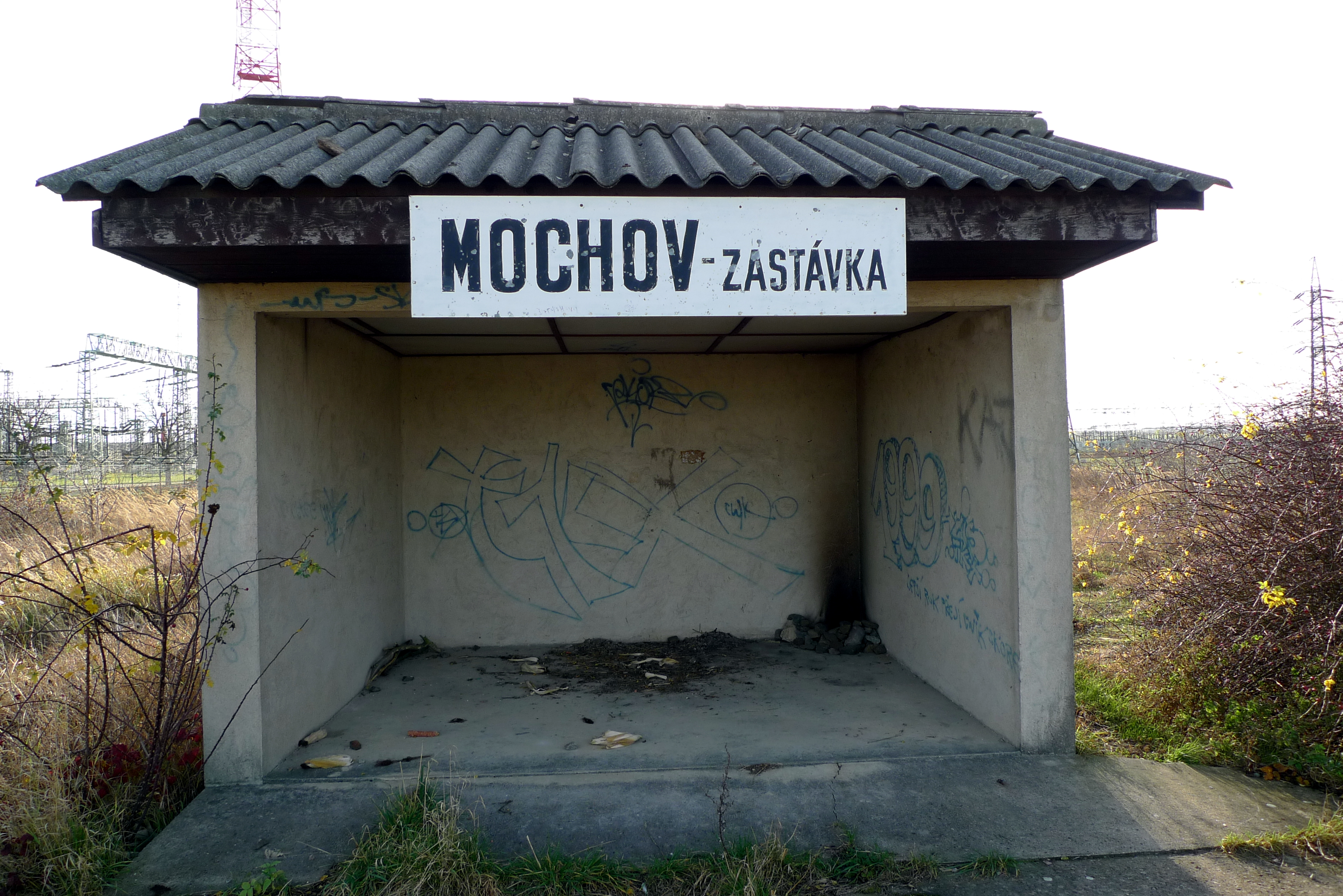
Přístřešek pro cestující (stav k r. 2009)
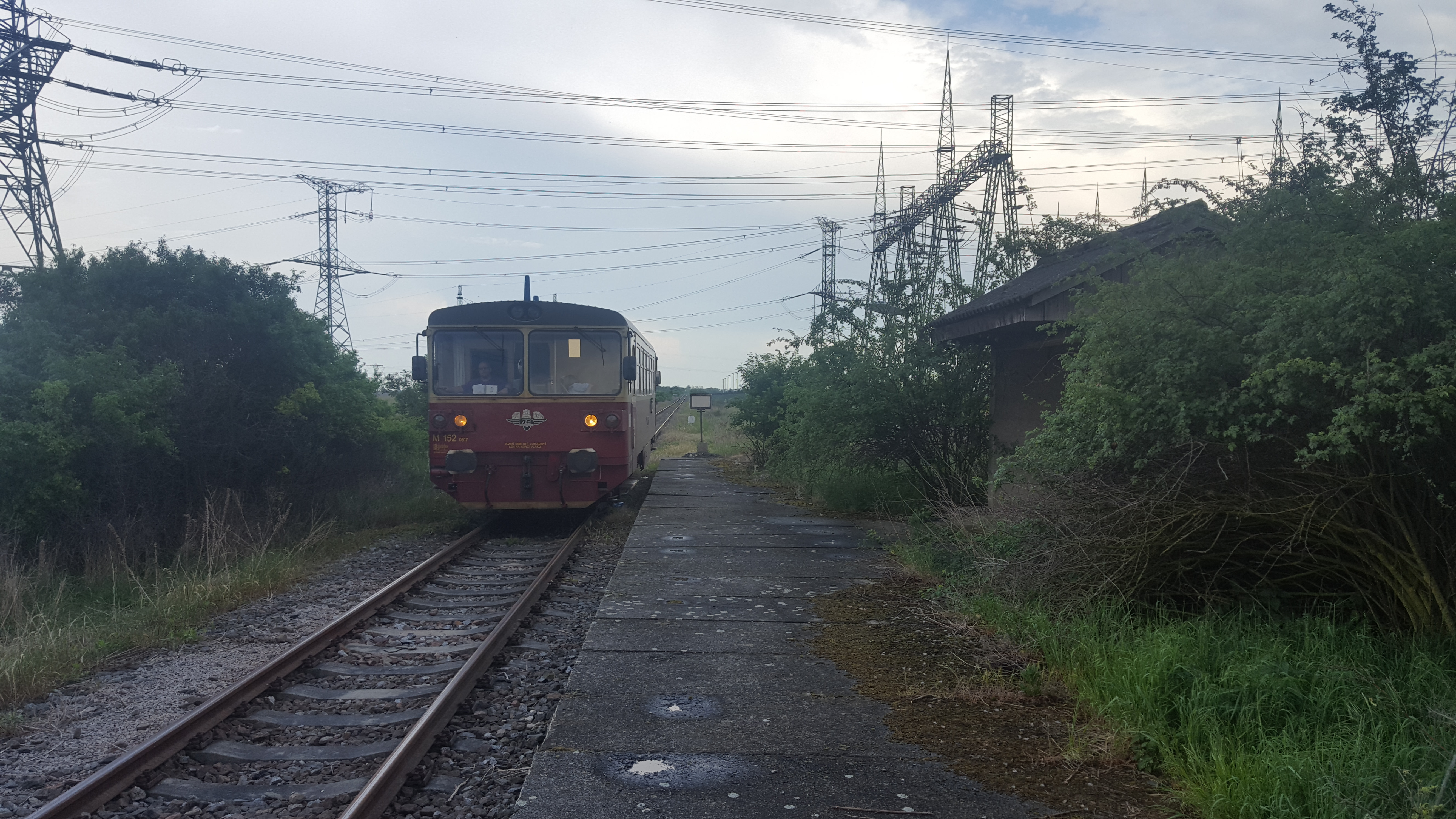
Motorový vůz řady 810 společnosti KŽC Doprava (rok 2018)